# The Viola in My Life
The Viola in My Life (de altviool en mijn leven) is de titel van een viertal composities van de Amerikaanse componist Morton Feldman. De compositie is geschreven voor de altist Karen Phillips. Het is een van zijn werken waarbij de muziek is uitgeschreven in het traditionele notenschrift van de westerse klassieke muziek.

## Compositie
De totale compositie bestaat uit vier afzonderlijk uit te voeren werken, die echter een dermate grote samenhang vertonen dat zij vaak tezamen worden uitgevoerd. De altist bespeelt de altviool con (met) sordino, behalve in deel IV. De keus voor de altviool lijkt gebaseerd op het leven van Feldman zelf. Een niet assertief instrument, altijd in de schaduw klinkend van de violen en celli, maar dat in schijnbare tegenspraak daarmee een belangrijke rol speelt in de westerse klassieke muziek.

### The Viola in My Life I
De compositie is geschreven voor altviool, dwarsfluit, viool, cello, piano en percussie. Feldman voltooide dit deel op 24 augustus 1970.
De toon voor het totale werk wordt hierin gezet. Alhoewel alles genoteerd staat, lijkt dat op de muziek zelf geen invloed te hebben. De altviolist speelt alleen “losse” noten, met bij iedere toon een klein crescendo, het klinkt of de altist niet weet of hij de goede toon de pakken heeft en pas een ogenblik later het vertrouwen heeft om de noot te spelen. Hetzelfde geldt voor de begeleiding. Ook daar zelden een muzieklijn, losse fragmenten/tonen volgen elkaar schijnbaar onlogisch op. Feldman heeft een strikt tempo voorgeschreven, maar heeft alle tempo uit de muziek gehaald. De percussie speelt een verder weg trekkend gedonder. De hele deel ademt een sfeer van de rustpauze na een enorm schokkende en enerverende gebeurtenis, een totale ontspanning van alles en iedereen. De muziek lijkt nergens heen te gaan, toch wordt er naar een finale toegewerkt. Onopvallend zijn er passages waarin de solist meerdere noten achter elkaar speelt. Deze finale kan het slot zijn, maar kan ook gebruikt worden als opmaat naar deel II.

### The Viola in My Life II
Opdracht van Feldman: “Extremely quiet, all attacks at a minimum, with no feeling of a beat”.
De compositie is geschreven voor altviool, dwarsfluit, klarinet, celesta, percussie, viool en cello; hij is voltooid op 7 oktober 1970. Dit deel is een logisch vervolg op deel I, de muziek is complexer. De ontspanning uit deel I zet zich gedurende deel II voort, er is wel een stem bijgekomen, de klarinet. De pianist zit nu achter de celesta. Het geheel klinkt als een variatie van zijn voorganger, maar niet qua techniek zoals bij de gangbare klassieke muziek. Ook hier ontbreken muzieklijnen, tempo en dynamiek.

### The Viola in My Life III
Na uitbreiding volgt nu een teruggang naar de basis, een compositie voor altviool en piano. Voltooid op 12 oktober 1970 is er geen verschil te horen met deel II. De muziekinstrumenten zijn vertrokken zonder dat het opvalt. De intensiteit blijft onverminderd groot. De zeer langzame 56 maten zijn verdeeld over 3/2 en 2/2. Feldman gebruikt echter zelden de eerste tel van de maat zodat een impuls ontbreekt, de maatverdeling lijkt daarmee puur theoretisch te zijn.

### The Viola in My Life IV
Dit deel, gecomponeerd voor altist en orkest, kwam gereed op 8 maart 1971. Het is het meest klassiek in de zin dat de muziek van de delen I-III hierin verwerkt is, letterlijk herhaald wordt, of enigszins aangepast. Voor het oor is dat niet waarneembaar. Immers een melodie of thema, die in het geheugen geplaatst had kunnen worden is/was er niet. De herhaling zit in het feit dat die ontbreken. Ook al is de samenstelling van de uitvoerenden voor de compositie enorm vergroot, aan de muziek is het niet te merken. Het ontbreken van geluid is net zo aanwezig als in de eerdere delen. De muziek moet ook hier dynamische verschuivingen, melodielijnen en ritme ontberen. Er wordt niet naar een finale toegewerkt, de compositie houdt op zonder dat je er erg in hebt, net zoals de muziek er ineens was aan het begin.

## Bron en discografie
- Uitgave ECM Records : Marek Konstantynowicz (altviool); Cikada Ensemble en voor deel IV: Noors Radioorkest o.l.v. Christan Eggen.